# Romi (žensko ime)
Romi je žensko osebno ime.

## Izvor imena
Ime Romi je različica osebnih imen Romeo oziroma Romana.

## Pogostost imena
Po podatkih Statističnega urada Republike Slovenije je bilo na dan 31. decembra 2007 v Sloveniji število ženskih oseb z imenom Romi: 16.

## Osebni praznik
Osebe z imenom Romi lahko praznujejo god takrat kot osebe z imenom Romeo oziroma Romana.